# Route Circulaire-du-Lac
La route Circulaire-du-Lac est une voie située dans le 19e arrondissement de Paris, en France.

## Situation et accès
La route est située dans le quartier administratif du Combat dans le parc des Buttes-Chaumont.

## Origine du nom

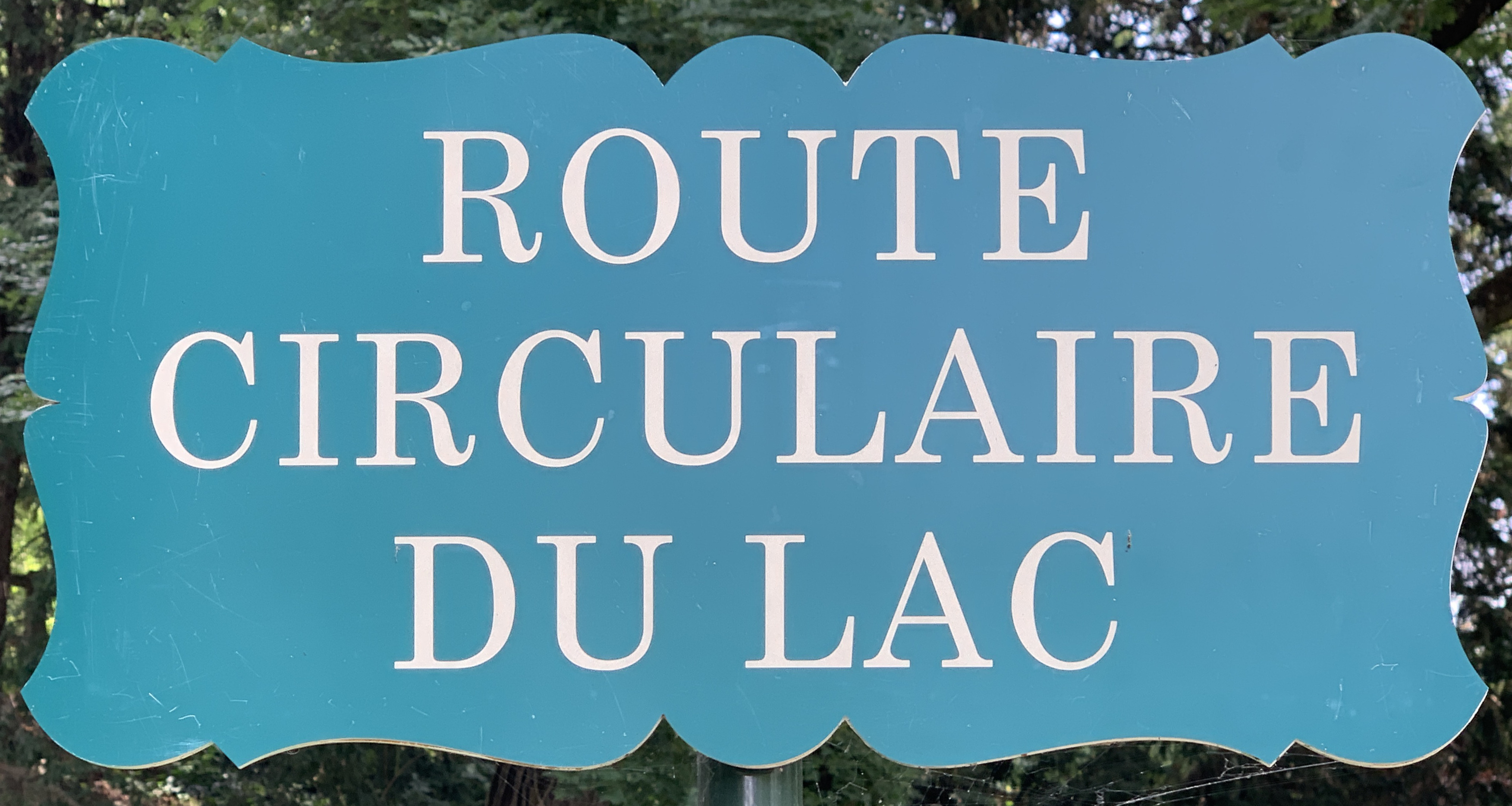
Plaque de la route.